# 694
694 (DCXCIV) var ett normalår som började en torsdag i den julianska kalendern.

## Händelser

### November
- 9 november — Hispanisk-visigotiske kungen Egica anklagar judarna för att hjälpa muslimerna, och dömer judarna till slaveri.

### Okänt datum
- Ine av Wessex sluter fred med Kent.
- Japans huvudstad flyttas från Asuka till Fujiwara-kyō.
- Maroniterna besegrar Justinianus II.

## Födda
- Hammad Ar-Rawiya, arabisk vetenskapsman